# Sezelhe e Covelães
Sezelhe e Covelães (oficialmente: União das Freguesias de Sezelhe e Covelães) é uma freguesia portuguesa do município de Montalegre, com 32,94 km² de área e 229 habitantes (censo de 2021). A sua densidade populacional é 7 hab./km².

## História
Foi criada aquando da reorganização administrativa de 2012/2013,  resultando da agregação das antigas freguesias de Sezelhe e Covelães.

## Demografia
A população registada nos censos foi:
| Distribuição da População por Grupos Etários | Distribuição da População por Grupos Etários | Distribuição da População por Grupos Etários | Distribuição da População por Grupos Etários | Distribuição da População por Grupos Etários | Distribuição da População por Grupos Etários |
| -------------------------------------------- | -------------------------------------------- | -------------------------------------------- | -------------------------------------------- | -------------------------------------------- | -------------------------------------------- |
| Antes da agregação                           |                                              |                                              |                                              |                                              |                                              |
| Ano                                          | 0-14 anos                                    | 15-24 anos                                   | 25-64 anos                                   | >= 65 anos                                   | Total                                        |
| 2001                                         | 31                                           | 32                                           | 139                                          | 129                                          | 331                                          |
| 2011                                         | 24                                           | 18                                           | 124                                          | 111                                          | 277                                          |
| Após a agregação                             |                                              |                                              |                                              |                                              |                                              |
| Ano                                          | 0-14 anos                                    | 15-24 anos                                   | 25-64 anos                                   | >= 65 anos                                   | Total                                        |
| 2021                                         | 9                                            | 13                                           | 101                                          | 106                                          | 229                                          |

## Localidades
A União de Freguesias é composta por quatro aldeias:
- Travassos
- Sezelhe
- Covelães
- Paredes do Rio